# جنگل اطلس
جنگل اطلس (به پرتغالی: Mata Atlântica) از جنگل‌های آمریکای جنوبی است که در امتداد سواحل برزیل در کناره اقیانوس اطلس قرار گرفته‌است. امتداد آن از ایالت ریو گرانده شمالی تا ریو گرانده جنوبی برزیل است. این جنگل به سمت داخل سرزمین برزیل تا پاراگوئه و استان میسیونس آرژانتین ادامه دارد. این جنگل به طور کلی ۹۲٪ از کل مساحت مناطق شرقی برزیل را پوشش می‌دهد و در حدود ۶٪ به شرق پاراگوئه و ۲٪ نیز به سمت شمال شرقی آرژانتین امتداد دارد.
جنگل اطلس یک جنگل مرطوب گرمسیری و نیمه‌گرمسیری و از جنگل‌های پهن‌برگ خشک و نیمه‌برگ‌ریز است. در سال ۱۹۹۹، یونسکو جنگل اطلسی را در فهرست میراث جهانی ثبت کرد. مشخصهٔ بارز این جنگل، تنوع زیستی بالا و بومی‌گرایی آن است. این جنگل اولین محیطی بود که استعمارگران پرتغالی بیش از ۵۰۰ سال پیش با آن روبرو شدند، همان زمانی که تصور می‌شد دارای مساحت ۱٬۰۰۰٬۰۰۰–۱٬۵۰۰٬۰۰۰ کیلومتر مربع (۳۹۰٬۰۰۰–۵۸۰٬۰۰۰ مایل مربع) باشد و تا مسافت‌های نامعلومی در داخل کشورهای منطقه امتداد داشت. امروزه بالغ بر ۸۵٪ از جنگل اطلس به واسطهٔ جنگل‌زدایی از میان رفته که بسیاری از گیاگان و زیاگان را با خطر انقراض مواجه کرده‌است.

## نگارخانه

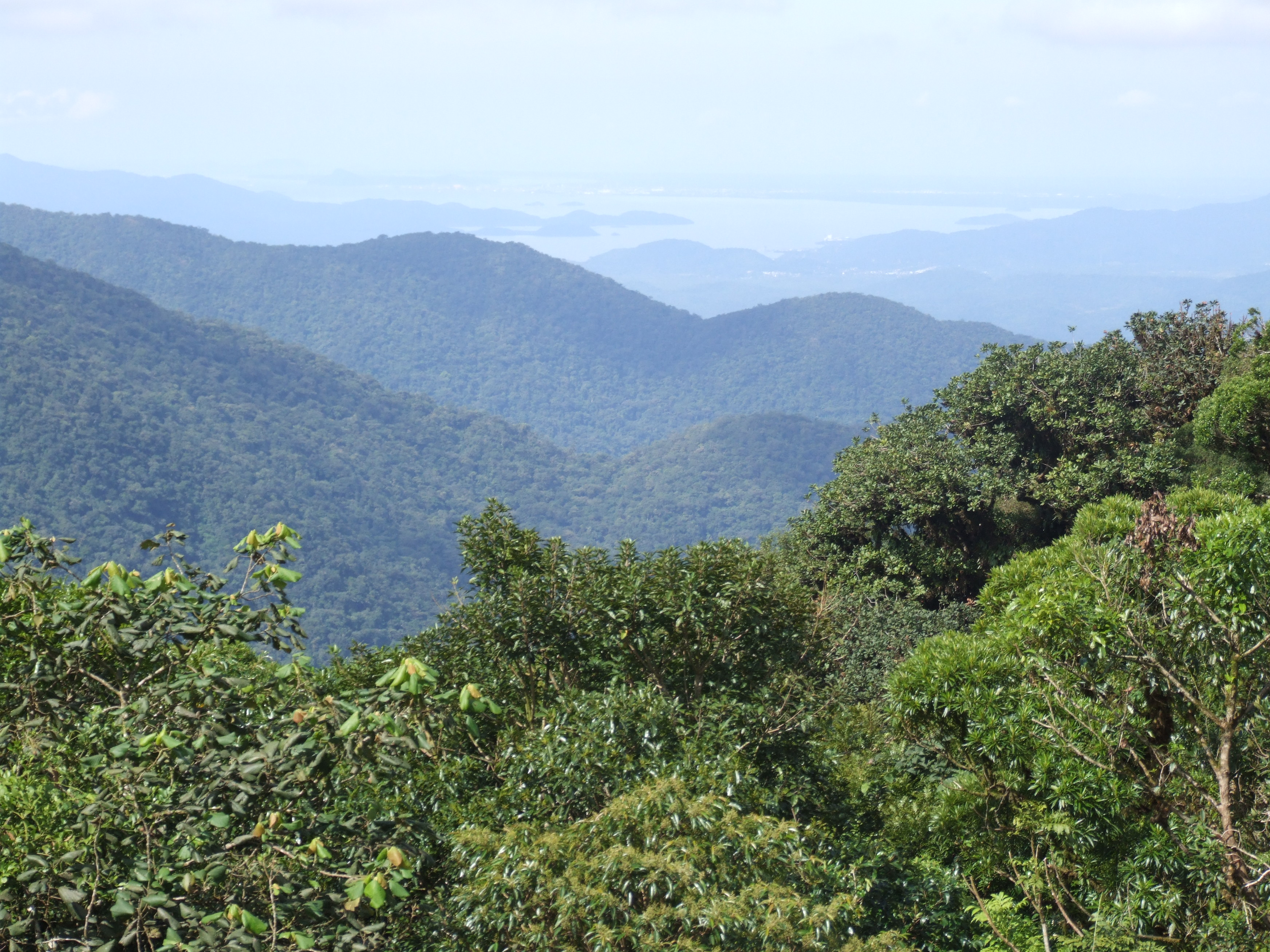
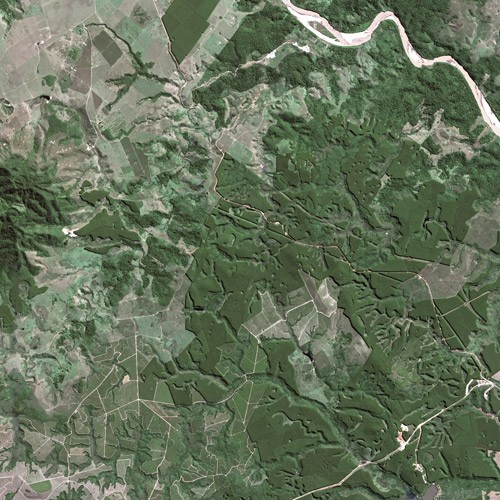
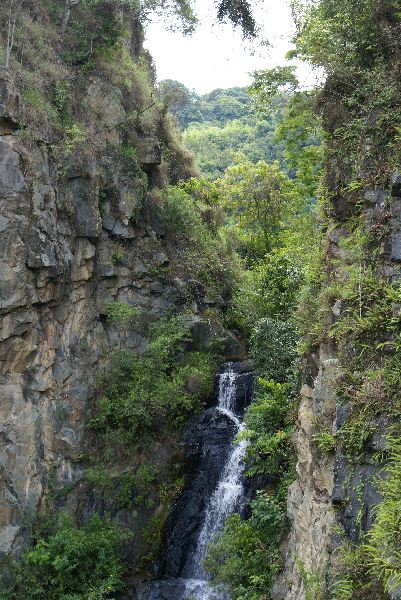
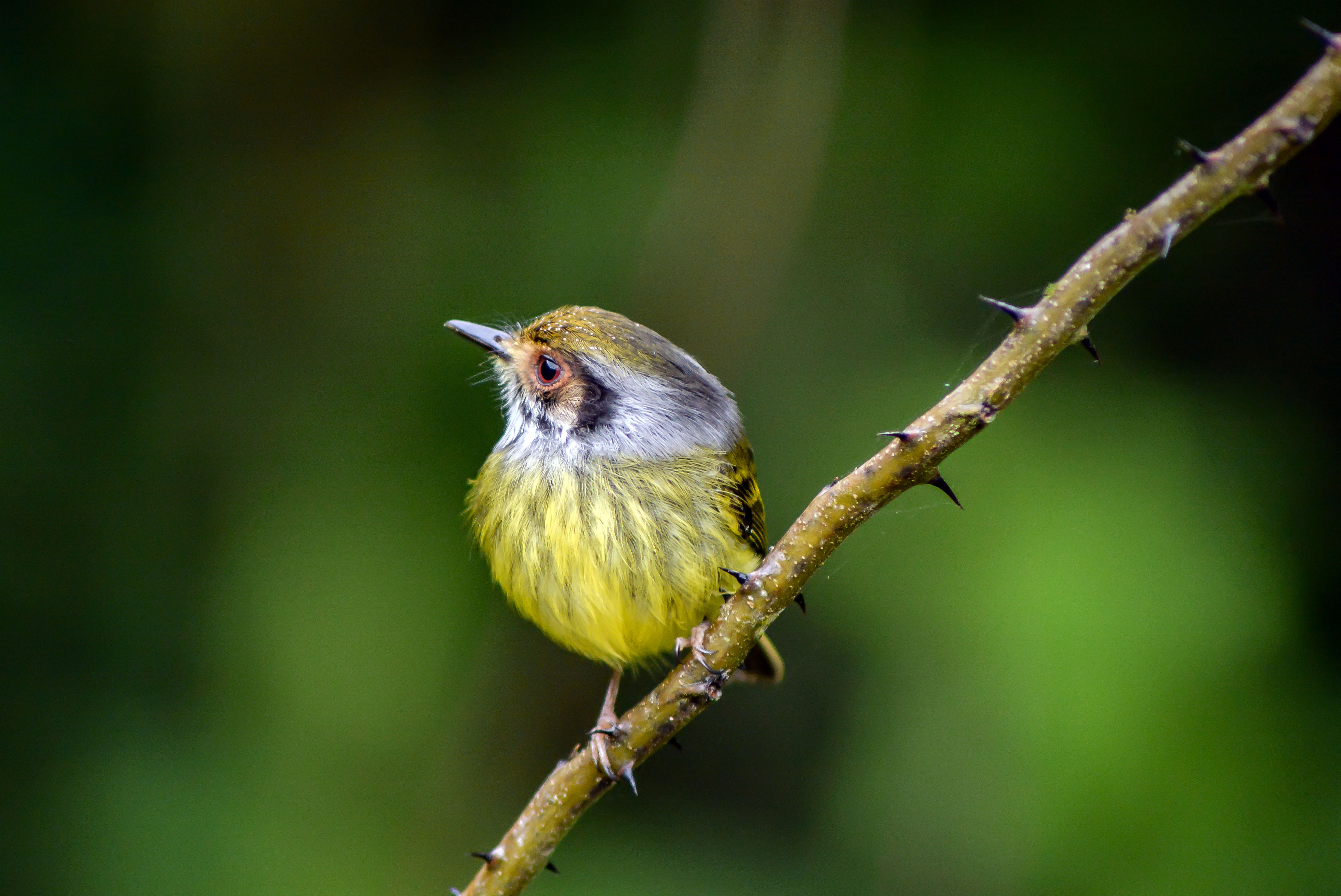